# Nuoto ai campionati europei di nuoto 2014 - 50 metri dorso maschili
La gara dei 50 metri dorso maschili degli Europei 2014 si è svolta il 20-21 agosto. Le qualifiche per la semifinale si sono svolte la mattina del 20 agosto 2014, mentre la semifinale si è svolta la sera dello stesso giorno. La finale, invece, si è svolta la sera del 21 agosto 2014.

## Medaglie
| Posizione | Atleta               | Paese       |
| --------- | -------------------- | ----------- |
| Oro       | Vladimir Morozov     | Russia      |
| Argento   | Jérémy Stravius      | Francia     |
| Bronzo    | Chris Walker-Hebborn | Regno Unito |

## Record
Prima della manifestazione il record del mondo (RM), il record europeo (EU) e il record dei campionati (RC) erano i seguenti.
| Record mondiale       | 24"04 | Liam Tancock Regno Unito | 2 agosto 2009 Roma, Italia        |
| Record europeo        | 24"04 | Liam Tancock Regno Unito | 2 agosto 2009 Roma, Italia        |
| Record dei campionati | 24"07 | Camille Lacourt Francia  | 12 agosto 2010 Budapest, Ungheria |

Durante la competizione non sono stati migliorati record.

## Risultati

### Batterie
| Pos. | Batteria | Corsia | Atleta                    | Nazionalità | Tempo | Note |
| ---- | -------- | ------ | ------------------------- | ----------- | ----- | ---- |
| 1    | 5        | 5      | Guy Barnea                | Israele     | 24"99 | Q    |
| 1    | 4        | 4      | Vladimir Morozov          | Russia      | 24"99 | Q    |
| 3    | 5        | 4      | Jérémy Stravius           | Francia     | 25"04 | Q    |
| 4    | 4        | 6      | Nicolas Grässer           | Germania    | 25"15 | Q    |
| 5    | 4        | 5      | Nikita Ulyanov            | Russia      | 25"22 | Q    |
| 6    | 3        | 5      | Sergey Fesikov            | Russia      | 25"28 |      |
| 7    | 5        | 3      | Chris Walker-Hebborn      | Regno Unito | 25"29 | Q    |
| 8    | 4        | 3      | Stefano Mauro Pizzamiglio | Italia      | 25"30 | Q    |
| 8    | 3        | 4      | Niccolò Bonacchi          | Italia      | 25"30 | Q    |
| 10   | 3        | 6      | Juan Miguel Rando         | Spagna      | 25"33 | Q    |
| 11   | 4        | 2      | Jesse Puts                | Paesi Bassi | 25"44 | Q    |
| 12   | 5        | 6      | Jonatan Kopelev           | Israele     | 25"45 | Q    |
| 13   | 4        | 7      | Miguel Ortiz-Cañavate     | Spagna      | 25"55 | Q    |
| 14   | 5        | 7      | Pavel Sankovič            | Bielorussia | 25"57 | Q    |
| 15   | 3        | 3      | Bastiaan Lijesen          | Paesi Bassi | 25"65 | Q    |
| 15   | 5        | 2      | Lavrans Solli             | Norvegia    | 25"65 | Q    |
| 17   | 3        | 2      | Viktar Staselovich        | Bielorussia | 25"69 | Q    |
| 18   | 4        | 0      | David Gamburg             | Israele     | 26"05 |      |
| 18   | 2        | 4      | Andrey Shabasov           | Russia      | 26"05 |      |
| 20   | 3        | 7      | Yakov Toumarkin           | Israele     | 26"07 |      |
| 21   | 5        | 1      | Baslakov İskender         | Turchia     | 26"11 |      |
| 22   | 5        | 8      | Pedro Oliveira            | Portogallo  | 26"15 |      |
| 23   | 2        | 5      | Daniel Macovei            | Romania     | 26"30 |      |
| 24   | 3        | 8      | Antons Voitovs            | Lettonia    | 26"32 |      |
| 25   | 3        | 1      | Eric Ress                 | Francia     | 26"33 |      |
| 26   | 3        | 0      | Axel Pettersson           | Svezia      | 26"34 |      |
| 27   | 4        | 9      | Martin Zhelev             | Bulgaria    | 26"37 |      |
| 28   | 5        | 9      | Gytis Stankevičius        | Lituania    | 26"47 |      |
| 29   | 2        | 6      | Teo Kolonić               | Croazia     | 26"56 |      |
| 30   | 3        | 9      | Martin Baďura             | Rep. Ceca   | 26"57 |      |
| 31   | 2        | 3      | Martin Verner             | Rep. Ceca   | 26"59 |      |
| 32   | 2        | 7      | David Kunčar              | Rep. Ceca   | 26"68 |      |
| 33   | 2        | 1      | Boris Kirillov            | Azerbaigian | 26"69 |      |
| 34   | 5        | 0      | Doruk Tekin               | Turchia     | 26"74 |      |
| 35   | 2        | 0      | Jean-François Schneiders  | Lussemburgo | 26"76 |      |
| 36   | 2        | 8      | Marko Krce-Rabar          | Croazia     | 26"82 |      |
| 36   | 2        | 9      | Petar Petrović            | Serbia      | 26"82 |      |
| 36   | 2        | 2      | Sergiy Varvaruk           | Ucraina     | 26"82 |      |
| 39   | 1        | 4      | Elijah Stolz              | Svizzera    | 27"51 |      |
| 40   | 1        | 3      | Aram Kostanyan            | Armenia     | 28"41 |      |
| —    | 1        | 5      | Ari-Pekka Liukkonen       | Finlandia   |       | DNS  |
| —    | 4        | 1      | Alexis Santos             | Portogallo  |       | DNS  |
| —    | 4        | 8      | Benjamin Stasiulis        | Francia     |       | DNS  |

### Semifinali

#### Semifinali 1
| Pos. | Corsia | Atleta                | Nazionalità | Tempo | Note |
| ---- | ------ | --------------------- | ----------- | ----- | ---- |
| 1    | 4      | Vladimir Morozov      | Russia      | 24"61 | Q    |
| 2    | 3      | Chris Walker-Hebborn  | Regno Unito | 25"05 | Q    |
| 3    | 2      | Jesse Puts            | Paesi Bassi | 25"07 | Q    |
| 4    | 5      | Nicolas Grässer       | Germania    | 25"11 | Q    |
| 5    | 8      | Viktar Staselovich    | Bielorussia | 25"41 |      |
| 6    | 6      | Niccolò Bonacchi      | Italia      | 25"47 |      |
| 7    | 1      | Bastiaan Lijesen      | Paesi Bassi | 25"51 |      |
| 8    | 7      | Miguel Ortiz-Cañavate | Spagna      | 25"60 |      |

#### Semifinali 2
| Pos. | Corsia | Atleta                    | Nazionalità | Tempo | Note |
| ---- | ------ | ------------------------- | ----------- | ----- | ---- |
| 1    | 4      | Guy Barnea                | Israele     | 24"99 | Q    |
| 2    | 8      | Lavrans Solli             | Norvegia    | 25"14 | Q    |
| 3    | 5      | Jérémy Stravius           | Francia     | 25"21 | Q    |
| 4    | 1      | Pavel Sankovič            | Bielorussia | 25"23 | Q    |
| 5    | 3      | Nikita Ulyanov            | Russia      | 25"24 |      |
| 6    | 6      | Stefano Mauro Pizzamiglio | Italia      | 25"27 |      |
| 7    | 7      | Jonatan Kopelev           | Israele     | 25"37 |      |
| 8    | 2      | Juan Miguel Rando         | Spagna      | 25"40 |      |

### Finale
| Pos. | Corsia | Atleta               | Nazionalità | Tempo | Note |
| ---- | ------ | -------------------- | ----------- | ----- | ---- |
|      | 4      | Vladimir Morozov     | Russia      | 24"64 |      |
|      | 1      | Jérémy Stravius      | Francia     | 24"84 |      |
|      | 3      | Chris Walker-Hebborn | Regno Unito | 25"00 |      |
| 4    | 2      | Nicolas Grässer      | Germania    | 25"02 |      |
| 5    | 5      | Guy Barnea           | Israele     | 25"05 |      |
| 6    | 8      | Pavel Sankovič       | Bielorussia | 25"11 |      |
| 7    | 7      | Lavrans Solli        | Norvegia    | 25"28 |      |
| 8    | 6      | Jesse Puts           | Paesi Bassi | 25"56 |      |